# Gönyű
Gönyű é um município da Hungria, situado no condado de Győr-Moson-Sopron. Tem 21,63 km² de área e sua população em 2015 foi estimada em 3.049 habitantes.